# Hermandad Nacional de la División Azul
L'Hermandad Nacional de la División Azul és una associació espanyola, creada en la dècada de 1950 com a germandat franquista d'excombatents.

## Història
Organitzada tentativamente en 1956 a partir d'una reunió celebrada a Madrid entre les diverses germandats de voluntaris de la Divisió Blava que havien aparegut arreu del territori espanyol; en la reunió es va establir una junta provisional nacional; l'organització va ser proclamada com a tal en la seva tercera assemblea el 27 de juny de 1959, passant a presidir l'ens Carlos Pinilla Turiño, que havia estat president de la germandat de divisionaris de Madrid. Es va constituir legalment fent ús de la llei d'associacions de 30 de juny de 1887. Amb forta implantació a la ciutat d'Alacant, el seu alcalde Agatángelo Soler Llorca, també divisionari, va ser una de les seves principals fonts de subvencions. Les cèl·lules provincials malgrat tot van mantenir una gran autonomia respecte a la germandat nacional. Va exercir com a grup de pressió perquè els divisionaris poguessin rebre pensions de la República Federal Alemanya, amb èxit.
La germandat, que en 1960 va ingressar en la Verband Deutscher Soldaten, es va integrar en la Confederación Nacional de Excombatientes presidida per José Antonio Girón de Velasco al juliol de 1974.
Va editar la revista Blau División. Té la seu en els baixos del número 66 del madrileny carrer d'Alonso Cano.